# Корнінг (Міссурі)
Корнінг (англ. Corning) — селище (англ. village) в США, в окрузі Голт штату Міссурі. Населення — 3 особи (2020).

## Географія
Корнінг розташований за координатами 40°14′55″ пн. ш. 95°27′16″ зх. д. / 40.24861° пн. ш. 95.45444° зх. д. (40.248650, -95.454571).  За даними Бюро перепису населення США в 2010 році селище мало площу 0,28 км², уся площа — суходіл.

## Демографія
Згідно з переписом 2010 року, у місті мешкало 15 осіб у 8 домогосподарствах у складі 4 родин. Густота населення становила 53 особи/км².  Було 9 помешкань (32/км²).
Расовий склад населення:
| - 100,0 % — білих |

До двох чи більше рас належало 0,0 %. Частка іспаномовних становила 0,0 % від усіх жителів.
За віковим діапазоном населення розподілялося таким чином: 0,0 % — особи молодші 18 років, 73,3 % — особи у віці 18—64 років, 26,7 % — особи у віці 65 років та старші. Медіана віку мешканця становила 60,3 року. На 100 осіб жіночої статі у місті припадало 66,7 чоловіків;  на 100 жінок у віці від 18 років та старших — 66,7 чоловіків також старших 18 років.
Цивільне працевлаштоване населення становило 2 особи. Основні галузі зайнятості: транспорт — 100,0 %.